# So Far Away (canción de Martin Garrix y David Guetta)
«So Far Away» es una canción del DJ y productor holandés Martin Garrix y el DJ y productor musical francés David Guetta, con voces invitadas del cantante y compositor británico Jamie Scott y la cantante holandesa Romy Dya. Lanzado el 1 de diciembre de 2017 a través de STMPD RCRDS, fue escrito por Scott, Poo Bear, Garrix, Guetta y Giorgio Tuinfort, con producción manejada por los tres últimos. La canción se estrenó durante la presentación de Garrix en Tomorrowland 2017.

## Antecedentes
El 30 de julio de 2017, Garrix invitó a David Guetta al escenario para interpretar la canción por primera vez, durante su presentación principal en Tomorrowland 2017. Esta versión inicial presentaba voces femeninas proporcionadas por la cantante inglesa Ellie Goulding. El 21 de agosto de 2017, Garrix llevó a Guetta para tocar la canción una vez más durante un show en Ibiza. Antes de la presentación, Garrix habló con Capital Radio sobre la canción, llamándola una «canción amigable con la radio» que se lanzará pronto. El 22 de noviembre de 2017, Garrix reveló que Goulding ya no formaba parte de la canción, Goulding admitió en una serie de tuits que su representante y su discográfica estaban descontentos porque Garrix tocó la canción en Tomorrowland antes de que ella hubiera escuchado el producto final, lo que provocó que se eliminara su voz del tema, y declaró que lo que decía Garrix de no quería lanzar la canción es «completamente falso e injusto». El 26 de noviembre de 2017, Garrix confirmó que «So Far Away» y la pista de AREA21 «Glad You Came» serían lanzados en el mismo día, cuándo le preguntaron que sencillo sale primero Twitter. El 29 de noviembre de 2017, Garrix lanzó un teaser oficial en medios de comunicación sociales, revelando la fecha de lanzamiento de la canción confirmando la participación de Jamie Scott y Romy Dya en el sencillo, el último del cual cantó en el  versión demo de la pista.

## Vídeo musical
El video musical que lo acompaña fue dirigido y producido por Damian Karsznia. La historia presenta a una joven pareja que una vez estuvo enamorada y actualmente está luchando con el fin de su relación.

## Recepción crítica
Kat Bein de Billboard llamó a la canción «una hermosa balada del futuro pop». Elogió a Dya por proporcionar un rendimiento «vulnerable y poderoso». Matthew Meadow también escribió que Dya hizo un «trabajo fenomenal» con Scott, dando a los oyentes la piel de gallina. Criticó la caída por su falta de originalidad, llamándolo «Scared to Be Lonely 2.0». Erik de EDM Sauce hizo una revisión similar, escribiendo: «La canción probablemente no verá el mismo nivel de éxito sin Ellie Goulding, ya que no es nada absolutamente original». También escribió que la canción «tiene un montón de atractivo principal» y «es exactamente lo que las audiencias de radio en Estados Unidos buscan actualmente en un lanzamiento».

## Lista de canciones
| Descarga digital |                                                    |          |  |
| N.º              | Título                                             | Duración |  |
| 1.               | «So Far Away» (featuring Jamie Scott and Romy Dya) | 3:03     |  |

| EP (The Remixes, Vol.1) |                                                                         |          |  |
| N.º                     | Título                                                                  | Duración |  |
| 1.                      | «So Far Away» (featuring Jamie Scott and Romy Dya) (Blinders remix)     | 3:16     |  |
| 2.                      | «So Far Away» (featuring Jamie Scott and Romy Dya) (Nicky Romero remix) | 5:42     |  |
| 3.                      | «So Far Away» (featuring Jamie Scott and Romy Dya) (BLR remix)          | 3:03     |  |
| 4.                      | «So Far Away» (featuring Jamie Scott and Romy Dya) (TV Noise remix)     | 3:00     |  |
| 5.                      | «So Far Away» (featuring Jamie Scott and Romy Dya) (CLiQ remix)         | 3:33     |  |
| 6.                      | «So Far Away» (featuring Jamie Scott and Romy Dya) (CLiQ dubstep remix) | 5:44     |  |

| EP (The Remixes, Vol.2) |                                                                          |          |  |
| N.º                     | Título                                                                   | Duración |  |
| 1.                      | «So Far Away» (featuring Jamie Scott and Romy Dya) (CMC$ remix)          | 2:46     |  |
| 2.                      | «So Far Away» (featuring Jamie Scott and Romy Dya) (Codes remix)         | 4:01     |  |
| 3.                      | «So Far Away» (featuring Jamie Scott and Romy Dya) (Curbi remix)         | 3:29     |  |
| 4.                      | «So Far Away» (featuring Jamie Scott and Romy Dya) (Bad Decisions remix) | 4:06     |  |
| 5.                      | «So Far Away» (featuring Jamie Scott and Romy Dya) (Osrin remix)         | 3:20     |  |

## Posicionamiento en listas
| Lista (2017–18)                 | Mejor posición |
| ------------------------------- | -------------- |
| Alemania (Media Control AG)     | 8              |
| Australia (ARIA)                | 58             |
| Austria (Ö3 Austria Top 40)     | 12             |
| Bélgica (Flandes) (Ultratop 50) | 39             |
| Bélgica (Valonia) (Ultratop 50) | 28             |
| Eslovaquia (Rádio Top 100)      | 80             |
| España (PROMUSICAE)             | 85             |
| Finlandia (OFC)                 | 10             |
| Hungría (Rádiós Top 40)         | 25             |
| Irlanda (IRMA)                  | 98             |
| Italia (FIMI)                   | 96             |
| Noruega (VG-lista)              | 14             |
| Portugal (AFP)                  | 58             |
| Suecia (Sverigetopplistan)      | 30             |
| Suiza (Schweizer Hitparade)     | 14             |
| Reino Unido (UK Singles Chart)  | 81             |
| República Checa (Rádio Top 100) | 35             |

## Créditos y personal
- Martin Garrix - composición, producción
- David Guetta - composición, producción
- Jamie Scott - composición de la canción, producción vocal
- Giorgio Tuinfort - composición, producción, ingeniería
- Poo Bear - composición de la canción
- Martin Hannah - Método de trabajo y producción
- Rutger Kroese - Método de trabajo y producción
- Jonny Coffer - producción vocal

## Certificaciones
| País   | Organismo certificador | Certificación | Ventas certificadas | Ref.   |
| ------ | ---------------------- | ------------- | ------------------- | ------ |
| México | AMPROFON               | Platino + Oro | 90 000              | [ 34 ] |